# Kenchalarkop, Parasgad
Kenchalarkop là một làng thuộc tehsil Parasgad, huyện Belgaum, bang Karnataka, Ấn Độ.